# Anna Benson
Anna Maria Caroline Benson, född Nilsson 15 oktober 1983 i Torsås församling, är en svensk författare och före detta professionell bordtennisspelare. Hon är även serieentreprenör och driver bland annat 10 webbshopar och ett publishingförlag.

## Idrottskarriär
I sin idrottskarriär var Benson professionell bordtennisspelare i åtta år i bland annat Frankrike, Tyskland och Sverige. Hon avslutade sin karriär med en femteplats i mixeddubbel på SM 2009 i Helsingborg tillsammans med Mikael Appelgren. Hon har vunnit flera SM-medaljer i singel, dubbel, mixeddubbel och lag. Hon tog silver på Svenska mästerskapen i bordtennis i mixeddubbel tillsammans med sin före detta sambo Mikael Zöögling 2007. Benson blev svensk mästare i juniordubbel 2004. Största framgången var när hon blev fransk mästare i lag med sitt klubblag i Paris. Moderklubben var Bergkvara AIF. I Sverige representerade hon mest Råå BTK, i Helsingborg där hon också bodde och tränade större delen av sin idrottskarriär.

## Yrkeskarriär
Anna Benson är frilansande journalist. Benson har skrivit för bland annat Aftonbladet och bevakat sport och nöje. Under 2013 och 2014 var Connoisseur och Lifestyle uppdragsgivare.
Benson debuterade som författare i februari 2012 med självbiografin C och har efter detta gett ut ytterligare åtta böcker, varav fem självutgivna. 
Hon har också har haft flera konstutställningar i USA och i Stockholm.[källa behövs] Den 18 februari 2011 hade Benson och Anna Lundell vernissage på Mondrian Hotel i Miami.
År 2012 var Anna Benson tillsammans med Peter Sköld ambassadör för Cancerfondens Rosa Bandet-kampanj. Benson släppte 2014 Rosa kokboken till förmån för Cancerfonden. År 2017 blev Anna Benson ambassadör för Prostatacancerförbundet. Hon släppte Blå Kokboken (2017) och Blå Kokboken II (2018), böckerna säljs till förmån för Prostatacancerförbundet.
Anna Benson driver ett antal bolag, bland annat förlaget Benzer Publishing och Smålandsgran.